# محمود الشيخ
محمود الشيخ ممثل ومخرج بحريني، أكمل بكالوريس اعلام في جامعة البحرين ، ويعمل مُدرِّسًا دراما وسينما في مدرسة الوسام الدولية، وعمل مخرج في قناة أوال الفضائية بين عامي (2008-2010)، وعمل بوظيفة مخرج في تلفزيون البحرين بين عامي (2010-2011).

## أعماله

### المسرحيات
- مسرحية "ويش السالفة" ممثل 2004 إخراج منذر غريب.
- مسرحية "اليوتي" ممثل 2004 إخراج صادق الشعباني.
- مسرحية "الخطة ماشية" ممثل 2004 إخراج حسين عبد علي.
- مسرحية "حنظلة" ممثل 2005 إخراج إبراهيم خلفان.
- مسرحية "كلش كلش" ممثل 2005 إخراج حسين عبد علي.
- مسرحية "رايحين فيها" ممثل 2006 إخراج صادق الشعباني.
- مسرحية "أنا بكره إسرائيل" ممثل 2006 إخراج محمد القفاص.
- مسرحية "شيل شيل" ممثل 2006 إخراج حسين عبد علي.
- مسرحية "إزعاج" ممثل 2006 إخراج حسن العويناتي.
- مسرحية "ياهجدي ياهشكل" ممثل 2007 إخراج محمود الشيخ.
- مسرحية "رونق سايد" ممثل 2007 إخراج محمد القفاص.
- مسرحية "لا أفهم" ممثل 2008 إخراج إبراهيم خلفان.
- مسرحية "سنوات الضياع" ممثل 2008

### المسلسلات
- مسلسل "القناص" ممثل 2006 إخراج نضال الدرازي.
- مسلسل "دانات البحرين" ممثل 2006 إخراج محمد القفاص.
- مسلسل "ملامح بشر" ممثل 2008 إخراج محمد القفاص.
- مسلسل "اصيل" ممثل 2010 إخراج حسين حليبي
- مسلسل "قصة هوانا" ممثل 2010 إخراج محمد القفاص
- مسلسل "الحب المستحيل" 2011 مخرج مساعد محمود الشيخ
- مسلسل "الحلال والحرام" 2012 مخرج منفذ محمود الشيخ
- مسلسل "هوى البحرين" 2014 اشراف فني محمود الشيخ

### الأفلام
- فيلم "بينهم" ممثل 2006 إخراج محمد بوعلي.
- فيلم "خافقان" ممثل 2007 إخراج محمد جناحي.
- فيلم "ياك الذيب" ممثل 2007 إخراج محمود الشيخ
- فيلم "النهاية..لا" 2009 إخراج محمود الشيخ
- فيلم "مجرد لعبة"2010 إخراج محمود الشيخ
- فيلم "حسن" 2011 إخراج محمود الشيخ
- فيلم "الليلة المظلمة" 2011 إخراج محمود الشيخ
- فيلم "301" 2012 إخراج محمود الشيخ
- فيلم "ختام الريد كاربت" 2013 إخراج محمود الشيخ
- فيلم "قوس قزح" 2014 إخراج محمود الشيخ

### البرامج
- برنامج "موترفيكسيشن" 2013 إخراج محمود الشيخ
- برنامح "شباب 2030" 2013 إخراج محمود الشيخ
- برنامج "الف تاء" 2013 إخراج محمود الشيخ
- برنامج "كبيرة يالبحرين" 2013 إخراج محمود الشيخ